# Westdeutscher Rundfunk Köln

Logo

Westdeutscher Rundfunk (WDR) este o companie publică de radio și televiziune din Renania de Nord-Westfalia, Germania cu sediul în orașul Köln. WDR este membru ARD care este una dintre cele mai mari stații de transmisie din Europa. WDR a luat naștere în anul 1956 din NWDR, din care au luat naștere NDR și WDR.